# Sollevamento pesi ai Giochi della XXVIII Olimpiade
Le competizioni sollevamento pesi ai Giochi della XXVIII Olimpiade si sono svolte dal 14 al 25 agosto 2004 al Nikaia Olympic Weightlifting Hall di Nikaia. Vi hanno preso parte 249 atleti provenienti da 79 nazioni.

## Podi

### Uomini
| Evento                   | Oro               | Perform. | Argento            | Perform. | Bronzo             | Perform. |
| fino a 56 kg (dettagli)  | Halil Mutlu       | 295      | Wu Meijin          | 287.5    | Sedat Artuç        | 280      |
| fino a 62 kg (dettagli)  | Shi Zhiyong       | 325      | Le Maosheng        | 312.5    | Israel Rubio       | 295      |
| fino a 69 kg (dettagli)  | Zhang Guozheng    | 347.5    | Lee Bae-young      | 342.5    | Nikolaj Pešalov    | 337.5    |
| fino a 77 kg (dettagli)  | Taner Sağır       | 375      | Sergej Filimonov   | 372.5    | Reyhan Arabacıoğlu | 360      |
| fino a 85 kg (dettagli)  | Giorgi Asanidze   | 382.5    | Andrei Rybakou     | 380      | Pyrros Dīmas       | 377.5    |
| fino a 94 kg (dettagli)  | Milen Dobrev      | 407.5    | Chadžimurat Akkaev | 405      | Ėduard Tjukin      | 397.5    |
| fino a 105 kg (dettagli) | Dmitrij Berestov  | 425      | Ihor Razor'onov    | 420      | Gleb Pisarevskij   | 415      |
| oltre 105 kg (dettagli)  | Hossein Rezazadeh | 472.5    | Viktors Ščerbatihs | 455      | Veličko Čolakov    | 447.5    |

### Donne
| Evento                  | Oro             | Perform. | Argento              | Perform. | Bronzo             | Perform. |
| fino a 48 kg (dettagli) | Nurcan Taylan   | 210      | Li Zhuo              | 205      | Aree Wiratthaworn  | 200      |
| fino a 53 kg (dettagli) | Udomporn Polsak | 222.5    | Raema Lisa Rumbewas  | 210      | Mabel Mosquera     | 197.5    |
| fino a 58 kg (dettagli) | Chen Yanqing    | 237.5    | Ri Song-hui          | 232.5    | Wandee Kameaim     | 230      |
| fino a 63 kg (dettagli) | Natalija Skakun | 242.5    | Hanna Bacjuška       | 242.5    | Taccjana Stukalava | 222.5    |
| fino a 69 kg (dettagli) | Liu Chunhong    | 275      | Eszter Krutzler      | 262.5    | Zarema Kasaeva     | 262.5    |
| fino a 75 kg (dettagli) | Pawina Thongsuk | 272.5    | Natal'ja Zabolotnaja | 272.5    | Valentina Popova   | 265      |
| oltre 75 kg (dettagli)  | Tang Gonghong   | 305      | Jang Mi-ran          | 302.5    | Agata Wróbel       | 290      |

## Medagliere
| Posizione | Paese          |   |   |   | Totale |
| --------- | -------------- | - | - | - | ------ |
| 1         | Cina           | 5 | 3 | 0 | 8      |
| 2         | Turchia        | 3 | 0 | 2 | 5      |
| 3         | Thailandia     | 2 | 0 | 2 | 4      |
| 4         | Russia         | 1 | 2 | 4 | 7      |
| 5         | Ucraina        | 1 | 1 | 0 | 2      |
| 6         | Bulgaria       | 1 | 0 | 1 | 2      |
| 7         | Georgia        | 1 | 0 | 0 | 1      |
| 7         | Iran           | 1 | 0 | 0 | 1      |
| 9         | Bielorussia    | 0 | 2 | 1 | 3      |
| 10        | Corea del Sud  | 0 | 2 | 0 | 2      |
| 11        | Corea del Nord | 0 | 1 | 0 | 1      |
| 11        | Indonesia      | 0 | 1 | 0 | 1      |
| 11        | Kazakistan     | 0 | 1 | 0 | 1      |
| 11        | Lettonia       | 0 | 1 | 0 | 1      |
| 11        | Ungheria       | 0 | 1 | 0 | 1      |
| 16        | Colombia       | 0 | 0 | 1 | 1      |
| 16        | Croazia        | 0 | 0 | 1 | 1      |
| 16        | Grecia         | 0 | 0 | 1 | 1      |
| 16        | Polonia        | 0 | 0 | 1 | 1      |
| 16        | Venezuela      | 0 | 0 | 1 | 1      |